# Rantsila
Rantsila (föråldrat svenskt namn: Frantsila) var en kommun i landskapet Norra Österbotten i Finland. Kommunen hade 2 000 invånare (2008), på en yta av 746,64 km².
Den 1 januari 2009 slogs Rantsila samman med Kestilä, Piippola och Pulkkila till nybildade Siikalatva kommun.
Rantsila var enspråkigt finskt.

## Historia
I början av 1800-talet var "Frantzila" en socken i Uleåborgs län, Salo härad, Uleå domsaga. Frantsila hörde tidigare till Siikajoki pastorat. Kyrkobyn utgjorde under 1808 års krig ett av lägerställena för Cronstedts fördelning av den finska armén (april 1808). Runebergs poem "Fältmarskalken" ("Fänrik Ståls sägner") behandlar en till nämnda by förlagd episod från tiden mellan slagen vid Siikajoki och Revolax.

### Administrativ historik
1 januari 2001 tillfördes ett område med 3 invånare från Lumijoki kommun samt ett område med 33 invånare från Temmes kommun.

## Politik

### Mandatfördelning i Rantsila kommun, valen 1976–2004
| 4 | 1 | 2 | 14 |

| 4 | 1 | 2 | 14 |

| 3 | 1 | 2 | 15 |

| 3 | 1 | 1 | 16 |

| 3 | 1 | 1 | 16 |

| 2 | 1 | 18 |

| 3 | 18 |

| 3 | 18 |

| 12 | 9 |